# ماريا ماغدالينا لوبسر
ماريا ماغدالينا لوبسر (بالإنجليزية: Maria Magdalena Laubser)‏ - (14 أبريل 1886 - 17 مايو 1973) كانت رسامة وطبَّاعة فنية من جنوب إفريقيا. تعتبر بشكل عام، إلى جانب إيرما ستيرن، مسؤولة عن إدخال التعبيرية إلى جنوب إفريقيا. قوبل عملها في البداية بسخرية من النقاد لكنها حظيت بقبول واسع لاحقًا، وهي الآن تعتبر فنانة جنوب أفريقية مثالية وجوهرية.

## النشأة والتعليم
ولدت ماريا ماغدالينا لوبسر في مزرعة القمح «بلوبلوميتجيسكلوف» بالقرب من مالمسبري في سورتلاند، وهي منطقة زراعية منتجة في جنوب أفريقيا. كانت الأكبر من بين ستة أطفال لجيرهاردوس بيتروس كريستيان لوبسر ويوهانا كاثرينا لوبسر (ني هولم). كان شباب لوبسر يهيمن عليه الريفيون والرعويون وكانت سعيدة بهذا الوجود الخالي من الهموم.
بعد التحاقها بمدرسة روكلاندز الزراعية، غادرت إلى مدرسة داخلية في مدرسة بلومهوف اللاهوتية، في ستيلينبوش، حيث تعرفت على فن الرسم. عادت إلى المزرعة في عام 1901، وخلال زيارة إلى كيب تاون التقت بياتريس هازل، وهي رسامة ذات أسلوب رومانسي واقعي، عرفتها على إدوارد روورث، مما أعطى زخما لرغبتها في دراسة الرسم.
في عام 1903 أقنعت والديها بالسماح لها بالذهاب إلى كيب تاون مرة واحدة في الأسبوع لدروس الغناء. صعوبة السفر والرأي السلبي الذي كان لدى والدتها عن صوتها ميزو سوبرانو أثبط عزيمتها، لكنها في هذه المرحلة بدأت الرسم بمفردها.

### هولندا وإنجلترا
غادرت لوبسر وشقيقتها إلى أوروبا في 4 أكتوبر 1913، وعاشتا في البداية في مستعمرة للفنانين في لارين في منطقة تسمى غوي. التقت إيتا ميس، عازفة البيانو الموسيقية وفريدريك فان إيدن، المؤلف والشاعر. كما صادقت لورا نايت وفرانس لانجيفيلد، وكلاهما رسامين. في السنوات الأخيرة من حياته، عاش أنطون موف (1838 – 1888)، الذي كان له تأثير مهم على فنسنت فان جوخ، في لارين. عملت لوبسر في الاستوديو الذي أنشأه هناك.

## الظهور الأول في جنوب أفريقيا والاستقبال النقدي
في نوفمبر 1924، عادت لوبسر إلى جنوب أفريقيا واستقرت في أورتمانسبوست، مزرعة العائلة. التقت بالنحات موسى كوتلر ورسام الكاريكاتير دي سي بونزاير، الذي قدمها إلى ابنه غريغوار، العضو المؤسس للمجموعة الجديدة، وجددت صداقتها مع الرسامين روث براوز ونيتا سبيلهاوس. طلب منها العرض في كيب تاون، وأصيبت بخيبة أمل شديدة. قوبل عملها، مثل عمل إيرما ستيرن، بانتقادات حادة، أبرزها من برنارد لويس من دي برجر وكيب تايمز.

## معرض إمباير جوهانسبرج 1936

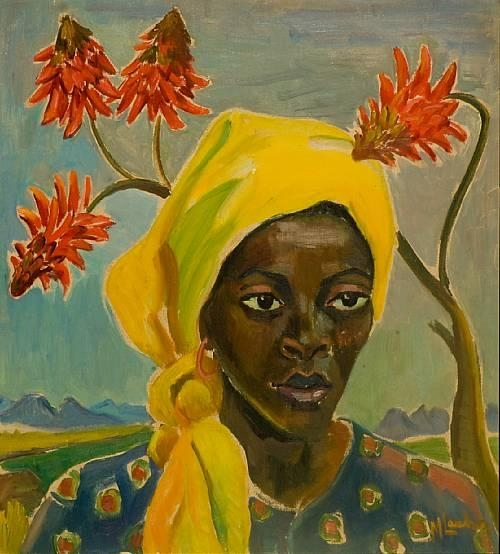
آني من رويال بافوكينج، 1945، زيت على لوح قماش

في 3 مايو 1936، توفي والد لوبسر، تاركا المزرعة لشقيقها، وأنشأ صندوقا استئمانيا لوالدتها. ورثت لوبسر رصيد الصندوق الاستئماني عندما توفيت والدتها في 20 نوفمبر 1936.
على الرغم من معاملتها بقسوة من قبل الصحافة، تم انتخاب لوبسر في لجنة الاختيار لمعرض الإمبراطورية البريطانية المرموق، الذي كان منظمه هو M. L. du Toit، دون أن يعيش والداها لرؤية هذا النجاح. كان معرض إمباير معرضا كل أربع سنوات، والذي أقيم في عام 1936 في ميلنر بارك، جوهانسبرغ، وكان يمثل أفضل ما تقدمه جنوب أفريقيا. هنا تعرفت لوبسر على أليكسيس بريلر، الذي جذب غضب النقاد بسبب عمله في معرض المجموعة الجديدة الأول في 4 مايو 1938.

## السنوات اللاحقة والإرث
كانت لوبسر نشطة منذ عام 1900 واستمرت في العمل دون انقطاع حتى وفاتها في عام 1973. بعد وفاة والديها استقرت في كيب تاون في عام 1937، وأخذت استوديو في ثري أنكور باي. في عام 1942، انتقلت إلى ستراند. قامت ببناء كوخ هناك، يسمى "Altyd Lig" (دائما مشرق)، في عام 1947. في 28 مايو 1946 أعلن البروفيسور ب. ج. نيابر أن لوبسر ستحصل على الميدالية الفخرية لأكاديمية الفنون والعلوم. في عام 1945 رسمت آني من بافوكينج الملكي.

## وصلات خارجية
- Maria Magdalena Laubser
- Maria Magdalena (Maggie) Laubser